# Heligmus longicirrus
Heligmus longicirrus ist eine Art der Spulwürmer und einziger Vertreter der Gattung Heligmus. Félix Dujardin fand lediglich ein Männchen und ein Weibchen im Darm einer Scholle, auf denen die Erstbeschreibung beruht. Die Gattung und Art sind jedoch nur unzureichend beschrieben, weshalb sie nicht in die CIH keys to the nematode parasites of vertebrates aufgenommen wurden. Auch das World Register of Marine Species weist sie als unsichere Art aus, das Interim Register of Marine and Nonmarine Species dagegen als akzeptiert.

## Merkmale
Félix Dujardin weist die Gattung als schlanke Würmer mit drei, wenig abgesetzten Lippen, die jeweils eine Papille tragen, sowie spitzem Schwanz aus. Männchen haben einen gebogenen Schwanz, der mit einer Doppelreihe Ventralpapillen besetzt ist. Er fand nur ein einzelnes langes Spiculum, das helixartig aufgerollt ist. Die Vulva der Weibchen liegt vor der Körpermitte.
Männchen der Art sind 17 mm lang und 0,34 mm dick. Der Kopf ist 0,084 mm lang, der Schwanz 0,125 mm. Am Anus liegt ein prominenter Höcker, dahinter eine Doppelreihe aus 132 bis 13 Papillen. Das Spiculum ist 2,25 mm lang. Weibchen sind 25,5 mm lang und 0,62 mm dick.